# Бачо Киро (природна забележителност)
Вижте пояснителната страница за други значения на Бачо Киро.
Бачо Киро е природна забележителност в землището на село Царева ливада, област Габрово. Площта ѝ е 0,5 ha.
Обявена е на 10 октомври 1962 г. с цел опазване на пещерата Бачо Киро.
Попада в територията на защитената местност Дряновски манастир.